# Alex & Eve
Alex & Eve ist eine australische Filmkomödie aus dem Jahr 2016. In dem Film verlieben sich ein griechisch-orthodoxer Lehrer und eine muslimisch-libanesische Anwältin ineinander.

## Handlung
Alex ist ein ruhiger und bescheidener Schullehrer, den seine Schüler, da er noch nicht verheiratet ist, als schwul bezeichnen. Sein Freund Paul ist mit der Rechtsanwaltsgehilfin Claire zusammen. Die Anwältin Eve ist ihre Freundin. Als Eve und Alex sich treffen, haben sie sofort Spaß zusammen und verlieben sich ineinander. Er ist griechisch-orthodox, sie eine libanesische Muslimin, deshalb sind die Eltern vehement gegen die Beziehung. Als sich die Eltern in Eves Haus treffen, geraten Alex’ Vater und Eves Mutter aneinander. Dabei kommt heraus, dass Eve von ihren Eltern einem Libanesen aus der Heimat versprochen wurde. Nach einem Streit mit seinem Vater zieht Alex zuhause aus. Am Tag von Eves Hochzeit kommt deren Bruder zu Alex und fragt ihn, ob er Eve liebt. Als er entdeckt, dass Alex Eve wirklich liebt, fordert er ihn auf um sie zu kämpfen. Alex kommt mit seiner Familie auf Eves Hochzeit und fragt, ob sie ihn liebt. Sie sagt, dass es nicht sein kann, ändert aber dann ihre Meinung. Dann rennen beide Hand in Hand zum Brautauto. Dort küssen sie sich und verlassen die Hochzeit.

## Produktion
Der Film basiert auf einem Theaterstück von Alex Lykos.
Erstmals wurde der Film am 24. April 2016 in Newport Beach gezeigt.
Der Film wurde am 4. November 2018 erstmals im deutschen Free-TV gezeigt.

## Synchronisation
Die Synchronisation führte Linaro Synchron in München durch. Randolf Hendel schrieb das Dialogbuch und führte Regie.
| Darsteller                 | Synchronsprecher   | Rolle      |
| -------------------------- | ------------------ | ---------- |
| Richard Brancatisano       | Dennis Schmidt-Foß | Alex       |
| Andrea Demetriades         | Esra Vural         | Eve        |
| Tony Nikolakopoulos        | Jürgen Kluckert    | George     |
| Zoe Carides                | Susanne von Medvey | Chloe      |
| Rahel Romahn               | Johannes Wolko     | Shadi      |
| Helen Chebatte             | Dagmar Dempe       | Salwa      |
| Simon Elrahi               | Walter von Hauff   | Bassam     |
| Alex Lykos                 | Christoph Banken   | Stravros   |
| George Kapiniaris          | Thomas Wenke       | Onkel Taso |
| Ryan O’Kane                | Jesco Wirthgen     | Paul       |
| Millie Samuels             | Ilena Gwisdalla    | Clare      |
| Chloe Condylis             | Tina Haseney       | Rima       |
| Hazem Shammas              | Stefan Günther     | Mohomad    |
| Sal Sharah                 | Timothy Peach      | Imam       |
| Nathan Melki               | Karim El Kammouchi | Chris      |
| Katerine-Ann Mackinnon-Lee | Zina Laus          | Sarah      |
| Emma-Jane Mackinnon-Lee    | Nele Facklam       | Mandy      |

## Kritik
Bei Rotten Tomatoes waren neun von elf Bewertungen positiv gestimmt.

„Warmherzig mit pfiffigen Dialogen“